# آدم ماكدونالد
آدم ماكدونالد هو ممثل كندي، ولد في 16 مايو 1977 بمونتريال في كندا.

## أعمال

### أفلام
- (2004) اعترافات ملكة الدراما المراهقة
- (2014) باك كونتري

## وصلات خارجية
- آدم ماكدونالد على موقع IMDb (الإنجليزية)
- آدم ماكدونالد على موقع ألو سيني (الفرنسية)
- آدم ماكدونالد على موقع أول موفي (الإنجليزية)
- آدم ماكدونالد على موقع قاعدة بيانات الأفلام السويدية (السويدية)
- آدم ماكدونالد على موقع قاعدة بيانات الفيلم (الإنجليزية)
- آدم ماكدونالد على موقع كينوبويسك (الروسية)